# Саобраћај у Грузији
Грузија је евроазијска земља у области Кавказа, које има изузетно повољан саобраћајно-прометни положај. Због тога земља има изванредне услове за развој саобраћаја, али је он слабије развијен због сталне нестабилности подручја. Најважнији саобраћајни правац у земљи је пут исток-запад, од Црног мора до Каспијског језера. Веома изражен планински карактер земље такође знатна препрека развоју саобраћаја, нарочито на југу исеверу земље, где се пружају веома висока планинска била.
Грузија има развијен друмски, железнички, ваздушни и водени саобраћај. Највећи саобраћајни чвор је главни град, Тбилиси.

## Железнички саобраћај
Погледати: државно предузеће за железницу - Грузијске Железнице
По подацима из 1993. године укупна дужина железничке мреже у домену јавног саобраћаја у Грузији је 1.583 km. Ово се односи на пруге широког колосека (1520 mm), особене за земље бившег СССРа. Ови подаци не укључују индустријске и друге помоћне пруге.
Градска железница развијена је у Тбилисију, где постоји и метро систем. Тбилиси и други већи градови поседују и трамвајски превоз.

Железничка веза са суседним земљама:
- Русија - да
- Турска - не, у изградњи
- Јерменија - да
- Азербејџан - да, могућ прелазак на стандардну ширину колосека

Године 2005. потписан је споразум између Грузије, Турске и Азербејџана о изградњи заједничке железничке линије Карс (Турска) - Тбилиси - Баку стандардне ширине колосека. Градња ове пруге изазвала је велике политичке тешкоће и огорченост Русије.

## Друмски саобраћај
Укупна дужина путева у Грузији у 1996. години је 20.700 km, од чега је са чврстом подлогом 19.354 km (најчешће у веома лошем стању). Правих ауто-путева нема, али на прилазима великим градовима постоје боље саобраћајнице са 3 и 4 траке.

Најпознатији магистални путеви у држави су:
- Прекокавкаски магистрални пут, граница са Русијом (од Владикавказа) - Тбилиси - граница са Јерменијом.
- Црноморски магистрални пут, граница са Русијом (од Сочија) - Сухуми - Поти - Батуми - граница са Турском.
- Магистални пут исток - запад, Поти - Кутаиси - Гори - Тбилиси - граница са Азербејџаном

## Водени саобраћај
Грузија је једина приморска земља Закавказја са дугим излазом на Црно море. Због тога грузијске луке имају значај и за земље у залеђу (Јерменија, Азербејџан). Најважније приморске луке су Сухуми, Батуми и Поти. Са друге стране, унутрашњост државе испресецана је малим и плитким рекама стрмих корита, па нема унутрашњих пловних путева.

## Гасоводи и нафтоводи
Гасовод: 370 км (1992. г.)
Нафтовод: 440 км (1992. г.)

## Ваздушни транспорт
У Грузији постоји неколико авио-предузећа, од којих је најважније државно предузеће "Грузијан ерлајнс".
У земљи постоји 28 званично уписаних аеродрома (2007. године), од чега 14 са чврстом подлогом (погледати: Аеродроми у Грузији). Са ИАТА кодом је укупно 4 аеродрома:
- Међународни аеродром „Тбилиси“ у Тбилисију - TBS
- Аеродром „Батуми“ у Батумију - BUS
- Аеродром „Дранда“ у Сухумију - SUI
- Аеродром „Копитнари“ у Кутаисију - KUT

Међународни аеродром „Тбилиси“ у Тбилисију далеко је најпрометнији аеродром у Грузији, док су остали аеродроми мали и повезани путем неколико линија само са престоницом и градовима у окружењу (Москва, Кијев, Истанбул).